# Ji Yeon (Lost)
Ji Yeon este un episod din Lost, sezonul 4.